# 北谷知生
北谷 知生はシンワフーズケミカル 株式会社代表取締役。
横浜商科大学商学部商学科を卒業後、大手旅行代理店・大手商社等を経て、森下順光（京都大学農学部食品工学科卒、現シンワフーズケミカル株式会社取締役、サイドワインダーズGM兼監督）と共に、シンワフーズケミカル株式会社を創業した。食品添加物を主に取り扱っており、特許・実用新案も保持している。マシス 食品安全分析センター代理店事業も行っている。
世界で初めて、PVPPの顆粒化・粉末セルロースの特殊加工（飛散防止等）に成功した。
| スタブアイコン | サブスタブ | この項目は、まだ閲覧者の調べものの参照としては役立たない、人物に関連した書きかけの項目です。この項目を加筆・訂正などしてくださる協力者を求めています（P:人物伝/PJ:人物伝）。 |